# LPW テクノロジー

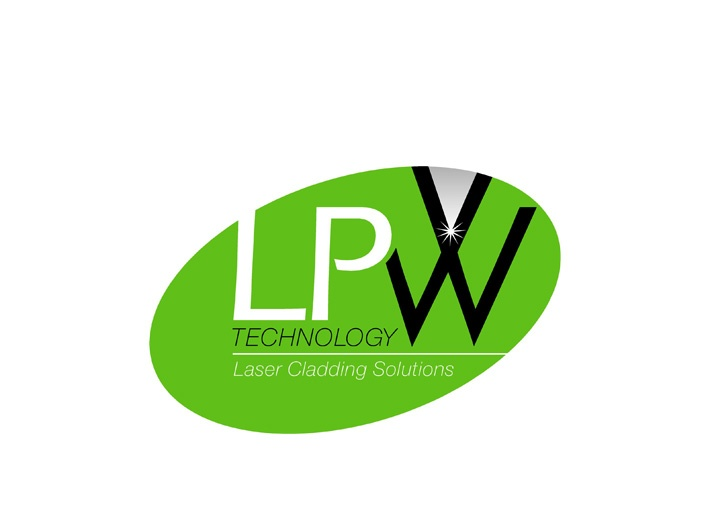

LPW テクノロジー（英：LPW Technology Ltd.）は、イギリスの金属積層造形用材料の供給に特化したメーカー。

## 概要
LPW テクノロジー社は、3D金属積層造形やレーザ肉盛用の金属粉末や管理ソフトウェアを、販売および開発している企業である。
AM(Additive Manufacturing)がヨーロッパで始まった際に、いち早くAM技術向けの金属パウダーの開発・製造を開始したメーカーである。
SLM（セレクティヴ・レーザー・メルティング）、EBM（エレクトロン・ビーム・メルティング）、LMD（レーザ・メタル・デポジション）などのレーザを用いた積層造形加工において、最適な形状のパウダーを提供している。また、顧客のニーズに合わせたオリジナルの粉末のアトマイズも行っている。
AM技術においてLPW社が取り扱う材料は多岐にわたり、一般流通商品として扱う材料では、ニッケル系、コバルト系、鉄系、アルミ系、チタン系、銅系、またセラミック系など合わせて40種類以上、特注品も含めると材種は400種以上となる。

## 沿革
- 2007年、Dr. Phil Carrollにより設立
- 2008年、ISO 9001認証取得
- 2010年、初の長期OEM契約を締結
- 2013年、航空機関連の認証である、AS 9120認証を取得
- 2014年、同じく航空機関連の認証である、AS 9100認証を取得。またISO 13485認証取得

## 製造方法一覧
- ガスアトマイズ
- 電極誘導溶解式ガスアトマイズ(EIGA)
- プラズマアトマイズ
- 回転電極プラズマ溶融式（PREP)
- 遠心力アトマイズ